# Тамарісі
Тамарісі (груз. თამარისი) — містечко (даба) в муніципалітеті Болнісі, Квемо-Картлі, Грузія.
Населення на 2014 рік — 510 осіб.